# Bataille de Phalère
Vous lisez un « bon article » labellisé en 2011.
Guerre d'indépendance grecque
Batailles
- Patras
- Alamana
- Gravia
- Valtetsi
- Doliana
- Drăgășani
- Tripolizza
- Péta
- Chios
- Dervénakia
- Nauplie
- Karpénissi
- Guerres civiles (en)
- Psará
- Maniaki (en)
- Sphactérie
- Missolonghi
- Arachova
- Phalère
- Navarin

La bataille de Phalère (parfois bataille d'Analatos) est une bataille de la guerre d'indépendance grecque qui se déroula le 6 mai 1827 (24 avril 1827 julien) à Phalère dans le cadre des combats pour Athènes. L'initiative du combat revint aux forces grecques commandées par les philhellènes engagés par l'État grec, Richard Church et Thomas Cochrane, dans le but de contraindre les troupes ottomanes de Mehmet Rechid Pacha (dit Kütaşı) à lever le siège qu'elles imposaient aux troupes grecques réfugiées dans l'Acropole d'Athènes. En effet, si la ville en tant que telle n'avait aucune importance politique, sa forteresse, l'Acropole, était en revanche un enjeu stratégique. Cependant, Thomas Cochrane et Yeóryios Karaïskákis s'opposèrent, jusqu'à la mort de ce dernier, quant à la tactique à adopter.
Les Grecs, qui avaient installé une tête de pont au Pirée, divisèrent leurs troupes en deux colonnes, l'une attaquant depuis le Pirée et l'autre depuis Phalère où elle fut transportée par les navires de Cochrane dans la nuit du 5 au 6 mai. L'opération de débarquement se fit dans le désordre. Le manque de coordination rendit les troupes vulnérables au matin du 6 mai : l'avant-garde atteignit Athènes alors que le débarquement n'était pas fini. Les Grecs furent repoussés par la cavalerie ottomane et subirent de lourdes pertes, principalement quand ils tentèrent, sous le feu ottoman, de fuir vers la mer.

## Contexte

### Guerre d'indépendance grecque

Le Serment à Aghia Lavra.
Ce tableau de Theodoros P. Vryzakis (1865) commémore le soulèvement du 25 mars 1821. huile sur toile, National Art Gallery and Alexandros Soutzos Museum, Athènes.

La bataille de Phalère se situe dans le contexte de la guerre d’indépendance grecque contre l’occupation ottomane. Les affrontements principaux eurent lieu dans le Péloponnèse, en Épire et autour d’Athènes.
En 1821, les Grecs s’étaient révoltés contre l’occupation ottomane. Ils avaient d’abord remporté de nombreuses victoires et proclamé leur indépendance en janvier 1822, mais les victoires grecques avaient été de courte durée, notamment parce que les insurgés s'étaient rapidement déchirés entre factions rivales au cours de deux guerres civiles. Le sultan Mahmoud II avait appelé à l’aide son vassal égyptien Mehemet Ali qui, en 1824, avait dépêché en Grèce son fils Ibrahim Pacha avec une flotte de d'abord 8 000 puis 25 000 hommes. L’intervention d’Ibrahim fut décisive : le Péloponnèse fut reconquis en 1825 et le verrou de Missolonghi tomba en 1826,.

### Sièges d'Athènes

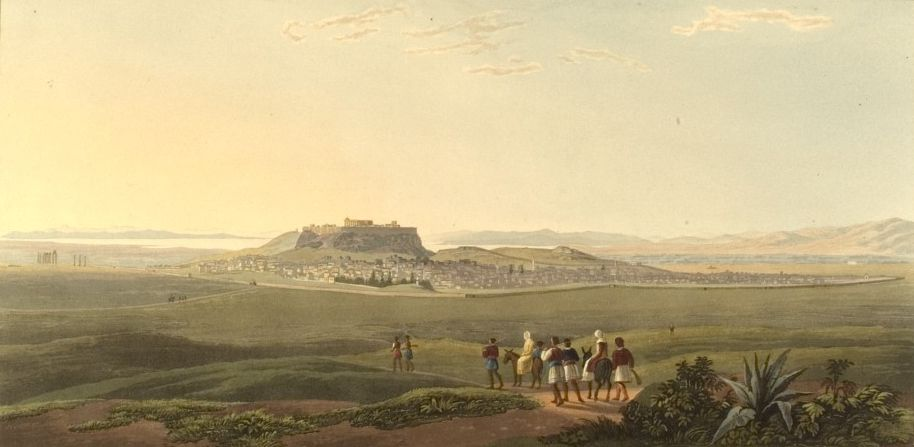
Athènes en 1821.

Athènes était une petite ville au début du XIXe siècle sans importance autre que locale. Cependant, sa forteresse, installée sur l'Acropole contrôlait la plaine de l'Attique, ce qui en fit un enjeu du conflit. Lorsque les insurgés grecs s'emparèrent d'Athènes, le 25 avril 1821 (julien), la garnison ottomane et la population musulmane s'enfermèrent dans la forteresse de l'Acropole. Un premier siège commença alors. Il fut brisé par l'arrivée d'une colonne de secours commandée par Omer Vryonis le 19 juillet 1821 (julien), mais cette armée ottomane quitta l'Attique à l'automne et le 4 novembre (julien) suivant, un millier de Grecs commandés par Ktenas rétablirent le siège. Le millier de défenseurs finit par se rendre le 10 juin 1822 (julien).
Après une période d'anarchie, la forteresse et la région furent occupées par Odysséas Androutsos et son lieutenant Yannis Gouras, qui en fit sa base principale. Des travaux de fortification supplémentaires furent effectués, afin notamment de protéger l'un des deux seuls points d'eau de l'Acropole, la source Clepsydre qui venait d'être redécouverte (l'autre point d'eau étant un puits situé dans l'enceinte basse, appelée Serpentze, bâtie sur l'odéon d'Hérode Atticus et le portique d'Eumène). La ville ne subit pas d'autre siège jusqu'en 1826, l'armée de Dramali Pacha qui avait envahi la région au cours de l'été 1822 s'étant dirigée vers le Péloponnèse sans s'arrêter,.
Après avoir réussi à s'emparer de Missolonghi en avril 1826 et reconquis la Grèce centrale, Mehmet Rechid Pacha se tourna vers Athènes où il arriva début juillet avec 10 000 fantassins et vingt-six canons. L'assaut eut lieu le 3 août (julien) : 5 000 soldats ottomans prirent la ville et forcèrent les 800 défenseurs grecs à se réfugier sur l'Acropole. Le 1er octobre (julien), le commandant de la garnison grecque de l'Acropole, Yannis Gouras fut tué par un tir turc,.

## Bataille

### Secours aux assiégés
Le 12 octobre 1826 (julien), une colonne de secours de 450 hommes commandés par Nikolaos Kriezotis réussit à pénétrer dans la forteresse pour y renforcer les défenseurs, après plusieurs échecs. Le 29 novembre (julien), une nouvelle colonne de 480 soldats réguliers menés par Charles Fabvier, dont une quarantaine de philhellènes, pénétra à son tour dans l'Acropole avec un mois de provisions et de poudre,.

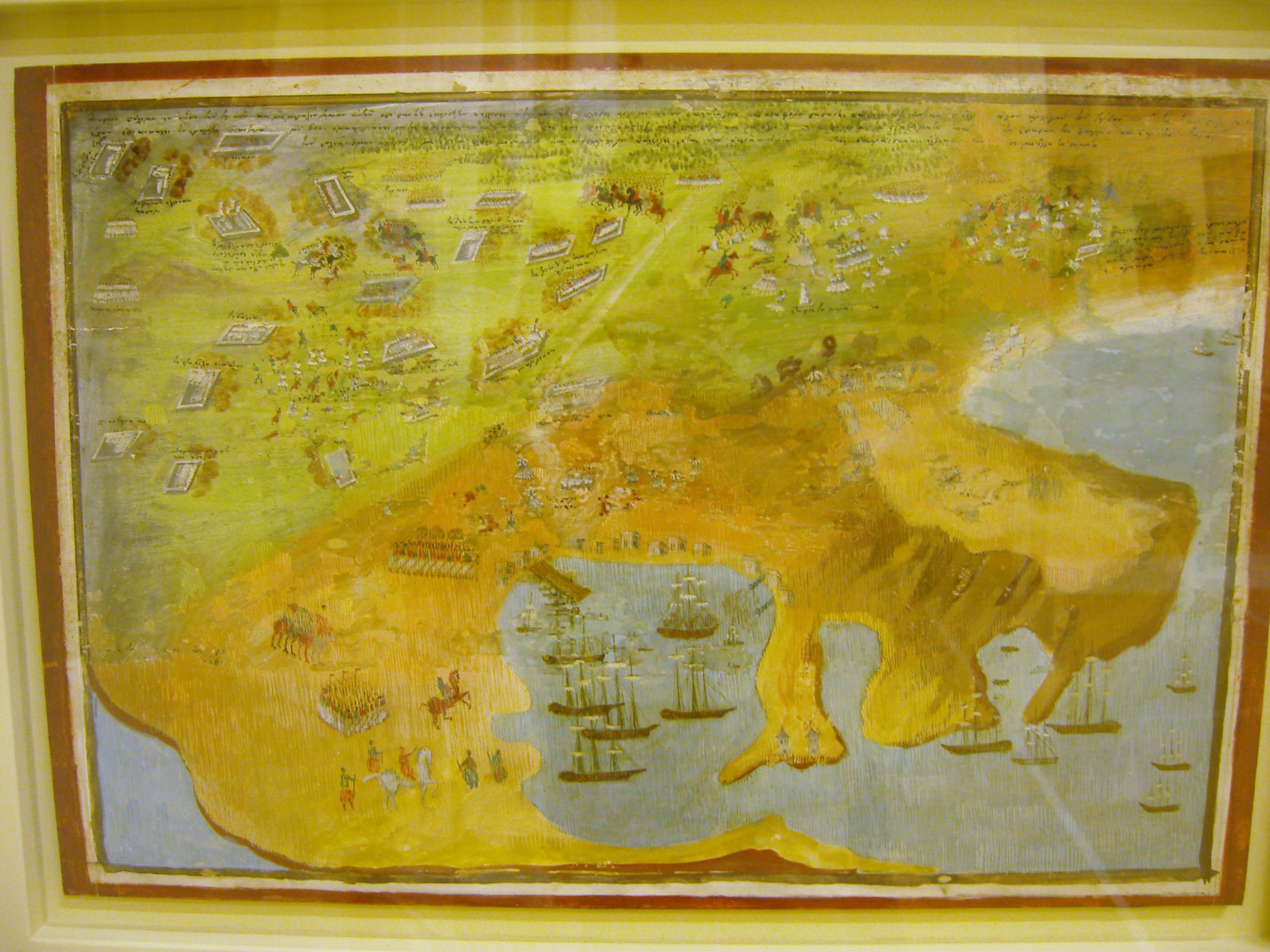
Combats autour du Pirée, par Zografos et Makriyannis

On se fixa alors pour objectif non seulement de briser le blocus mais aussi d'obliger les Ottomans à lever le siège et à quitter l'Attique. Une attaque sur deux points fut décidée : par l'ouest de l'Attique et par un débarquement au Pirée. Le 24 janvier 1827 (julien), une troupe de 2 000 Grecs commandés par le philhellène Thomas Gordon et par Ioannis Notaras, Dimitrios Kallergis et Yánnis Makriyánnis débarqua au Pirée, sous la protection de l'escadre de Frank Abney Hastings, dont la Kartería, et réussit à y établir et y fortifier une tête de pont sur la colline de Kastella, située entre le port principal et la baie de Phalère. Le lendemain, l'attaque de Notaras sur le monastère fortifié de Saint-Spyridon, tenu par 200 Ottomans, échoua. Le monastère contrôlait la route d'Athènes. Le 26 janvier (julien), Mehmet Rechid Pacha parvint à renforcer la garnison de Saint-Spyridon. Le lendemain, les troupes ottomanes réussirent à chasser la deuxième division des Grecs installée à Kamateró, au nord-ouest d'Athènes ; après ce succès Kioutachis tenta de déloger les Grecs de Kastella mais ses assauts répétés à la fin du mois de janvier échouèrent. Début février, après avoir réussi à briser le siège de Dístomo et reconquis la majeure partie de la Grèce centrale, Yeóryios Karaïskákis se tourna vers l'Attique où il arriva en mars,. Il installa son camp le 14 mars à Keratsini, à l'ouest du Pirée, séparé de l'autre camp grec de Kastella par les positions ottomanes. Son camp fut attaqué par les troupes ottomanes le lendemain mais résista.
Le 21 mars (julien), la cavalerie de Karaïskákis affronta les Ottomans sans qu'aucun côté triomphât près du monastère de Daphni.

### Commandants en chef philhellènes

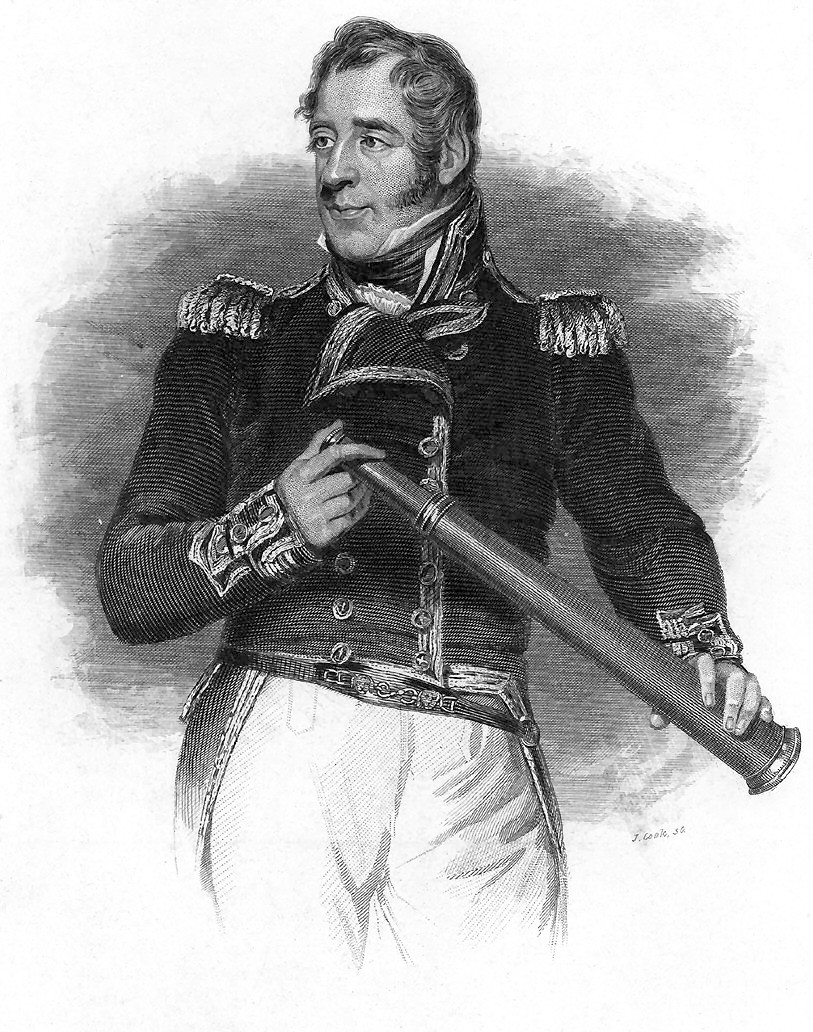
Thomas Cochrane, comte de Dundonald

En avril 1827, Thomas Cochrane fut nommé officiellement commandant en chef de la flotte grecque par l'Assemblée nationale de Trézène, tandis que Richard Church devenait commandant en chef des forces terrestres. Dès son arrivée sur le sol grec, dans un discours lyrique, Thomas Cochrane annonça qu'il avait hâte de dîner sur l'Acropole d'Athènes. Il brandit un étendard qu'il avait fait préparer, avec la chouette d'Athéna sur fond bleu et blanc. Il promit une récompense de 1 000 dollars au premier qui ferait flotter ce drapeau sur l'Acropole. Il promit aussi de faire très vite flotter le drapeau grec sur Sainte-Sophie et donc de libérer Constantinople,,,.

Le camp de Karaïskakis à Castella par Theodoros P. Vryzakis. Au loin, de droite à gauche, les collines de Philopappos, de l'Acropole et du Lycabette.

Le 13 avril (julien), une attaque combinée des troupes grecques de Keratsini et de Munichie, et un débarquement de Spetsiotes, réussit à s'emparer des alentours du monastère de Saint-Spyridon, dans laquelle une garnison albanaise s'enferma, permettant la jonction des deux camps grecs et ouvrant la route d'Athènes,. Thomas Cochrane dans ses Mémoires raconte qu'il aurait participé à cette action, chargeant une sortie ottomane armé de sa seule longue-vue et entraînant ainsi une contre-attaque grecque. Cela aurait été sa première action en Grèce. Pour Cochrane, la prochaine étape devait être une attaque contre les troupes ottomanes assiégeant Athènes ; cependant Karaïskakis refusait d'aller plus avant tant que le monastère resterait aux mains de l'ennemi. Cochrane était donc partisan d'un assaut du monastère, tandis que les Grecs préféraient obtenir une reddition négociée. Les hostilités reprirent donc les jours suivants : le monastère fut bombardé depuis le port par le navire-amiral grec, la frégate Hellas (commandée par Miaoulis) et depuis les batteries de Kastella, mais les Albanais tinrent bon dans ses ruines. Une trentaine de soldats chrétiens originaires d'Himarë en profita cependant pour rejoindre le camp grec.
Privée de ravitaillement, la garnison finit par capituler quelques jours plus tard, obtenant la possibilité de rejoindre le gros des forces ottomanes avec ses armes. Malgré les précautions de Karaïskakis qui se plaça au milieu de leur colonne, une dispute entre les soldats ottomans et les Grecs les entourant dégénéra et 200 Ottomans furent massacrés ; cette nouvelle rupture de traité de la part des Grecs choqua les philhellènes présents,.

### Tactiques divergentes

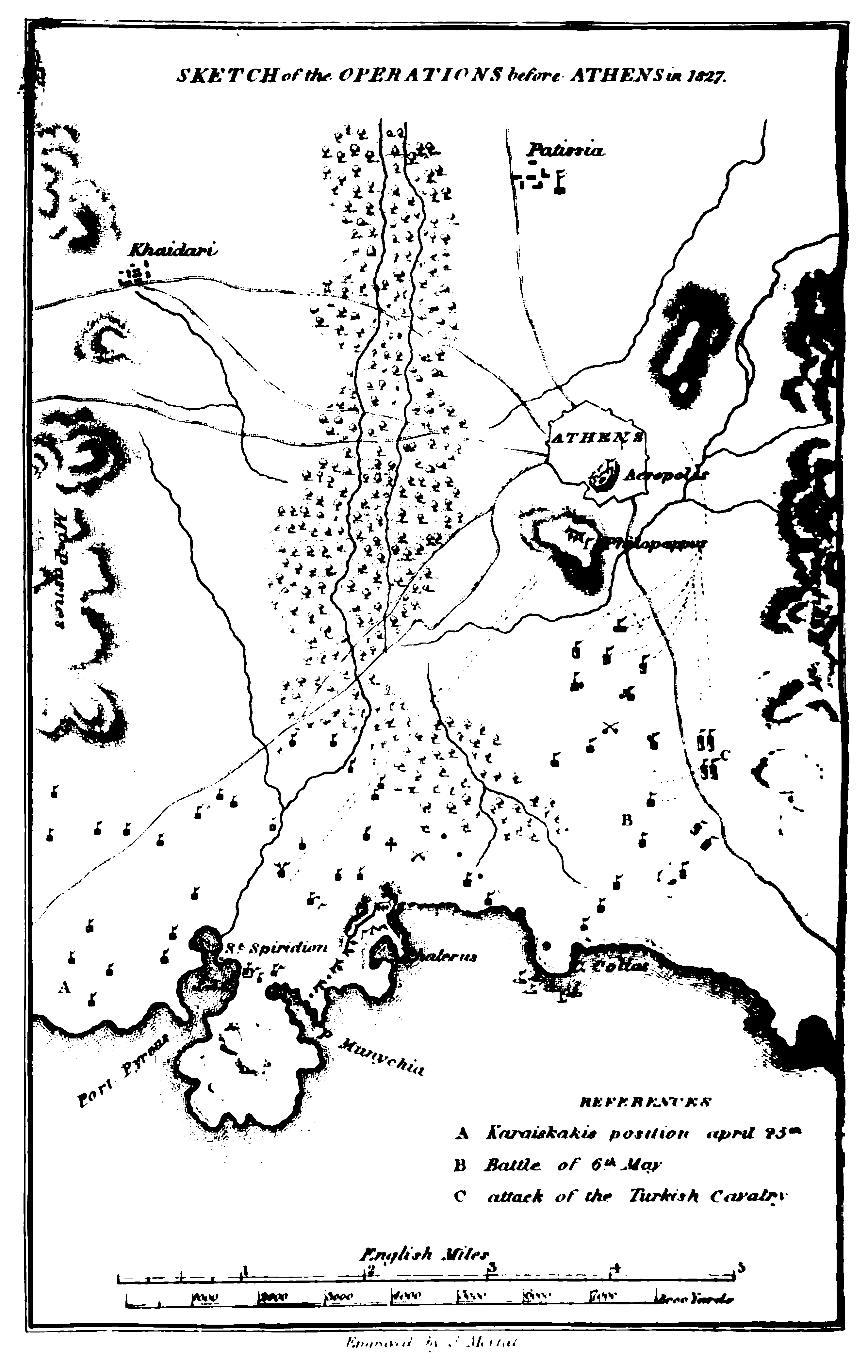
Plan de la bataille, par Gordon

Thomas Cochrane exigea dès son arrivée que les forces grecques marchent directement sur l'Acropole, séparée de la tête du pont du Pirée par une rase campagne et une vaste oliveraie ; il se justifie dans ses Mémoires en affirmant que la garnison de l'Acropole prétendait être sur le point de capituler, faute de provisions. Il souhaitait donc prendre de force le monastère de Saint-Spyridon, tandis que Gordon et Karaïskákis suggéraient de négocier. Lorsque le monastère fut investi, Cochrane recommença à réclamer une attaque frontale du type de celles qu'il avait réalisé lors des guerres d'indépendance en Amérique du Sud : un débarquement de nuit d'une troupe qui profiterait de l'obscurité pour atteindre les petites collines derrière le temple de Zeus. De cette position fortifiée, il serait, selon lui possible de secourir la garnison de l'Acropole. Il alla jusqu'à accuser les Grecs de lâcheté ainsi qu'à mettre sa démission dans la balance,.
Cette stratégie s'opposait à celle généralement suivie par les irréguliers grecs, consistant en une guerre de positions utilisant des retranchements de fortune (tambouria) afin d'obliger l'ennemi à attaquer en coupant ses communications et son ravitaillement, et évitant les confrontations en terrain découvert ou à l'arme blanche. Karaïskákis s'opposait donc au plan de Cochrane, arguant que les troupes seraient à la merci de la cavalerie ottomane dans la plaine entre la mer et l'Acropole. Cochrane, fort de sa réputation et de son expérience, insista : « Là où je commande, toute autre autorité cesse ». Il ne cessait de réclamer des troupes à Church,,.
Il fallut céder à Cochrane. Une partie des troupes (2 500 à 3 000 hommes, selon les sources, tous des fantassins, comprenant environ 250 soldats réguliers et des troupes irrégulières ainsi que des philhellènes) serait transportée du Pirée à la baie de Phalère, tandis que le gros de la troupe resterait en soutien sur le flanc ouest de la colonne qui marcherait sur Athènes. Karaïskákis continuait malgré tout à contester ce plan. Sa mort (touché au ventre le 3 mai, il mourut le lendemain) mit fin à toute opposition,,.

### Débarquement et déroute
Dans la nuit du 5 au 6 mai 1827, les troupes, transportées par des navires, traversèrent la baie de Phalère et débarquèrent à minuit (ou en plein jour, selon les sources) près du cap Kolias, à l'extrémité est de la baie, au lieu-dit les Trois Tours. Le débarquement se passa mal. Church et Cochrane étant restés à bord des navires, les troupes ne disposaient pas d'un commandement unifié : les différents « capitaines » et leurs hommes agirent sans coordination. L'armée se dispersa sur près de six kilomètres, les premiers étaient déjà à portée de canon d'Athènes quand les derniers étaient encore sur la plage ; sans matériel, les Grecs édifièrent tant bien que mal des retranchements de fortune sur une petite chaîne de collines, à l'endroit où ils se trouvaient, creusant le sol avec leurs armes. Les troupes ottomanes étaient concentrées au pied de la colline des Muses,,,.
À l'aube, la cavalerie de Mehmet Rechid Pacha contourna par leur droite l'avant-garde des Grecs, composée des soldats réguliers, des philhellènes, des Crétois et des Souliotes, puis attaqua la redoute qu'elle occupait. Après avoir repoussé quelques assauts, l'avant-garde céda et fut massacrée sur place, tandis que la plupart des soldats placés en arrière s'étaient enfuis dès le début des combats ou après la prise de leurs fortins. L'armée principale, commandée par Tzavellas, qui devait avancer depuis le Pirée vers l'ouest d'Athènes pour soutenir le débarquement en faisant diversion, ne bougea pas pour des raisons mal définies. Une partie s'enfuit aussi vers l'isthme de Corinthe,,,.
Sur la plage de Phalère, lorsque les fuyards surgirent, suivis de la cavalerie ennemie, la panique gagna les troupes. Poursuivis jusque dans la mer, les Grecs rembarquèrent dans la confusion, certains d'entre eux se noyant en tentant de gagner les barques qui ne pouvaient approcher sous le feu nourri des Ottomans. Les commandants britanniques qui venaient de débarquer furent pris dans le sauve-qui-peut général et regagnèrent de justesse leurs navires. Heureusement pour les Grecs, les Ottomans ne poussèrent pas leur avantage, regagnant assez rapidement Athènes pour fêter leur victoire,,.
Les positions grecques autour du Pirée ayant été abandonnées, elles furent provisoirement occupées en soirée par de petits contingents ottomans, qui pénétrèrent dans le couvent Saint-Spyridon et tentèrent, à la tombée de la nuit, de donner l'assaut à la colline fortifiée de Kastella où se trouvait le camp grec. L'attaque n'ayant pas été soutenue, ils furent finalement repoussés par les troupes grecques restées sur place. Selon Makriyannis, les survivants de l'attaque auraient participé à la reconquête des positions grecques du Pirée juste après leur évacuation.

## Bilan et conséquences
Selon Gordon, cette défaite fut la plus sanglante et désastreuse du conflit pour les Grecs. Leurs pertes furent d'au moins 1 500 morts, dont 240 prisonniers qui furent ensuite décapités. Même si lui-même en réchappa, la plupart des Souliotes commandés par Kóstas Bótsaris et des Crétois (dont Dimitris Kourmoulis (el)) furent tués, et seuls vingt hommes du bataillon régulier sur environ 250 en réchappèrent ; Kallergis, fait prisonnier, fut torturé mais libéré contre rançon. D'autres chefs de renom disparurent, dont Ioannis Notaras. Des vingt-six philhellènes engagés, seuls quatre survécurent,,.
Les pertes ottomanes furent minimes, mais le commandant de la cavalerie fut tué, et Kioutachis légèrement blessé à la main.
Une petite troupe commandée par Church réussit à se maintenir trois semaines au Pirée avant d'être obligée de se retirer, perdant ainsi la tête de pont en Attique. Il suggéra que la garnison de l'Acropole se rendît. Après un long refus basé sur le fait qu'elle disposait de réserves d'eau, de provisions et de munitions, elle finit par céder, au motif que si elle n'avait pu être secourue par 10 000 hommes commandés par deux héros britanniques, elle ne pourrait jamais l'être. Le 5 juin 1827 (24 mai 1827 julien), les défenseurs de l'Acropole capitulèrent, obtenant de pouvoir rejoindre le camp grec. L'amiral français Henri de Rigny fut désigné garant de l'application de la convention de reddition ; le général ottoman prit des dispositions pour assurer la sécurité de la garnison et des civils, allant jusqu'à faire exécuter deux de ses soldats qui incitaient leurs camarades à les attaquer. La garnison fut généralement blâmée pour s'être rendue alors qu'elle possédait des provisions,, au contraire de celle de Missolonghi qui avait résisté jusqu'au bout l'année précédente : une controverse s'éleva, les différents commandants impliqués cherchant à rejeter la responsabilité de la reddition sur les autres ; Fabvier faillit ainsi être lynché à Poros, à la suite de la publication d'un article accusateur par ses collègues grecs.
Le problème de la stratégie à adopter se posa à nouveau. On choisit, comme l'avait suggéré Gordon dès l'année précédente, de couper les lignes de communication et de ravitaillement de l'armée ottomane,. Thomas Cochrane tenta ainsi, mais sans succès, d'attaquer le port égyptien d'Alexandrie pour bloquer les renforts qui pourraient être envoyés en Grèce. Ensuite, Frank Abney Hastings avec sa Kartería harcela les navires ottomans. Cela poussa Ibrahim Pacha à bout et fut une des causes de la bataille de Navarin.
Les deux commandants, Cochrane et Church, furent blâmés pour être restés à bord des navires et pour leur choix d'une stratégie d'assaut direct. L'arrogance de l'un et la faiblesse de décision de l'autre furent critiquées. Ils avaient été engagés par le gouvernement grec pour unifier les troupes et la marine sous leur unique commandement. À la suite du désastre de Phalère, ils étaient un nouveau facteur de division. La perte de prestige des commandants britanniques et la disparition de chefs fédérateurs comme Karaïskakis ouvrit une nouvelle période d'anarchie dans le camp grec : Fabvier, chef de l'armée régulière, ayant regagné sa base de Méthana, refusa de reconnaître l'autorité de Church ; certains commandants grecs se disputèrent les places fortes encore entre leurs mains, provoquant de nouveaux troubles civils. Heureusement pour les Grecs, la rivalité entre le général égyptien Ibrahim Pacha et le général-en-chef ottoman Kioutachis, empêcha ce dernier d'attaquer le Péloponnèse qui avait été attribué à Ibrahim,,.